# Předhradí
Předhradí là một làng thuộc huyện Chrudim, vùng Pardubický, Cộng hòa Séc.